# Nowata County
Nowata County är ett administrativt område i delstaten Oklahoma, USA. År 2010 hade countyt 10 536 invånare. Administrativ huvudort (County Seat) är Nowata.

## Geografi
Enligt United States Census Bureau så har countyt en total area på 1 504 km². 1 463 km² av den arean är land och 41 km² är vatten.

### Angränsande countyn
- Montgomery County, Kansas - nord
- Labette County, Kansas - nordost
- Craig County - öst
- Rogers County - syd
- Washington County - väst